# Casa Senyorial de Padure
La Casa Senyorial de Padure (en letó: Padures muižas pils) és una casa senyorial a la històrica regió de Curlàndia, al Municipi de Kuldīga a l'oest de Letònia. Està construïda en estil imperi i situada a uns 200 metres d'un gran estany format per les aigües del riu Venta. Es va utilitzar com un hospital de guerra durant l'ocupació alemanya a la Segona Guerra Mundial, i allotjava la biblioteca parroquial fins al 2005.